# دراگون (واحد نظامی)

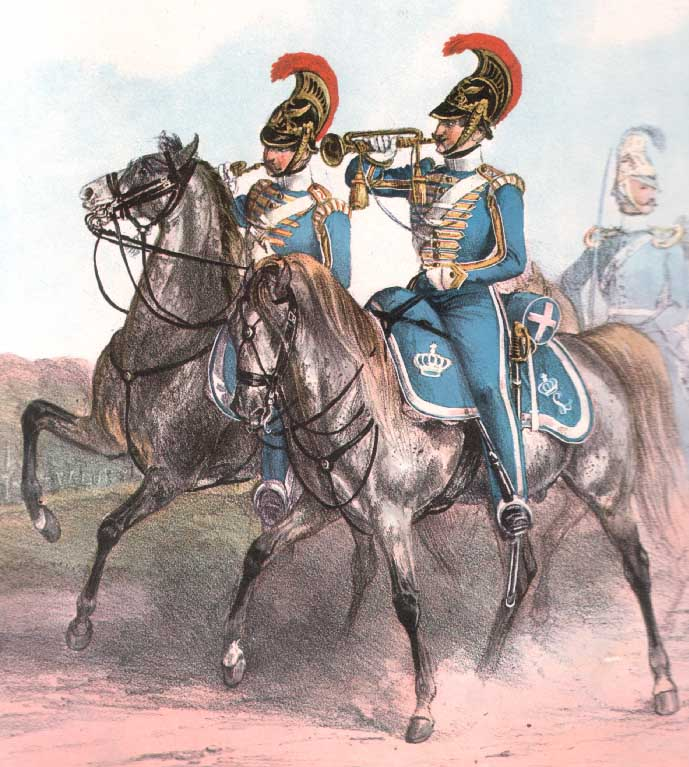
دراگون‌های سوار، از منطقهٔ بادن آلمان، اوایل سدهٔ نوزدهم

دراگون (به فرانسوی: dragon) (به انگلیسی: dragoon) نام دسته‌ای در اصل پیاده‌نظام سواره بودند. دراگون‌ها برای جابجایی به جای پیاده‌روی از اسب استفاده می‌کردند، ولی در حین رزم از اسب پیاده می‌شدند. از سدهٔ هجدهم میلادی دراگون‌ها متمایل به نبرد به صورت سواره و تبدیل به سواره‌نظام کامل شدند. میان سده‌های هفده و هجده میلادی بیشتر کشورهای اروپایی از واحدهای دراگون بهره می‌بردند.

## ریشهٔ نام
دربارهٔ خاستگاه نام دراگون اختلاف نظر است. برپایهٔ یک نظر نام این دستهٔ نظامی برگرفته از نام یک اسلحه چرخ‌دار به نام دراگون می‌باشد. برپایهٔ نظری دیگر هیبت دراگون‌ها و جامه‌های گشادشان که موقع سواری آنان را شبیه یک اژدهای آتشین می‌کرده ریشهٔ این نام است (در بسیاری از زبان‌های اروپایی دراگون به معنای اژدهاست). دیدگاهی دیگر ریشه این نام را در مصدر آلمانی tragen یا هلندی dragen، هر دو به معنای حمل کردن می‌داند.